# 单公
单公，姬姓，单氏，名字不详，商末周初人，曾辅佐周文王、周武王征伐商朝，建立军功，并在殷人的故土上建立国家。